# 李汉宇
李汉宇（1962年—），男，汉族，中华人民共和国政治人物。1997年加入中国民主建国会。第十一届全国政协委员。
2006年1月，任贵州省高级人民法院副院长。2012年，任贵州省工商联主席和省总商会会长。2013年1月，任贵州省政协副主席。2016年4月，任民建贵州省委主委。
2008年，当选第十一届全国政协委员，代表中国民主建国会，分入第八组。2018年1月，当选第十三届全国政协委员。